# Bori Csuha
Bori Csuha, właśc. Borbála Csuha (ur. 26 grudnia 1986 w Budapeszcie) – węgierska aktorka głosowa.
Jest węgierskim głosem takich aktorek jak Jennifer Lawrence, Anna Kendrick, Daniella Monet, Emma Stone czy Jodie Whittaker.

## Życiorys
Karierę dubbingową rozpoczęła w wieku 5 lat. Kształciła się w teatrze Bárka w Budapeszcie.
Jej rodzicami są Lajos Csuha i Ildikó Sz. Nagy, członkowie Budapeszteńskiego Teatru Operetki.

## Role teatralne
- Budapeszteński Teatr Operetki (1995): Valahol Európában
- Teatr Thália (1997): Annie (Annie)
- Rock és Musical Színház: Kiálts a Szeretetért! (Jacinte)

Teatr Bárka
W latach 2006–2009 kształciła się w teatrze Bárka.
| Przedstawienie | Rola  | Autor                          |
| -------------- | ----- | ------------------------------ |
| Don Carlos     |       | Friedrich Schiller             |
| Girlspell      |       | György Gebora                  |
| Mágnás Miska   | Rolla | Albert Szirmai, Károly Bakonyi |
| Annie          | Annie |                                |

## Role dubbingowe (wybór)
Filmy
- Alkonyat – Bella Swan[5]
- Az öt legenda[6]
- Trollok[6]
- Az Emoji-film[6]
- My Little Pony – A film[1]

Seriale animowane
- My Little Pony: Pónivilág – Sweetie Belle[7]
- Littlest Pet Shop – Whittany Biskit[6]

Anime
- Death Note – Misa Amane[8]
- Bleach – Kurosaki Yuzu[6]
- Inuyasha – Satsuki[6]
- Chihiro Szellemországban – Chihiro/Sen[6]